# Business Outlook Survey
Опитування ФРБ Філадельфії (Philadelphia Fed Report) — щомісячне опитування, яке проводиться Федеральним резервним банком Філадельфії (неофіційно відомим як Філадельфійський федеральний банк), яке ставить питання виробникам щодо загальних умов ведення бізнесу.

## Визначення
Індекс загальної економічної ситуації в регіоні (Пенсільванія, Нью-Джерсі й Делавер). Індекс сигналізує про ріст економічної активності в регіоні, якщо його значення вище нуля, і про скорочення, якщо значення негативне.

### Періодичність
Публікується щомісяця (за звичай 18 числа о 10:00 за E.T.) Федеральним резервним банком Атланти й містить дані за поточний місяць.

### Ступінь впливу на ринок
Досить високий. Поряд з індексом Чиказького управління із закупівель, використається при прогнозуванні індексу Національної асоціації менеджерів із закупівель, що виходить на кілька днів пізніше.